# Asota radiata
Asota radiata là một loài bướm đêm trong họ Erebidae.